# Dolní Olešnice
Dolní Olešnice település Csehországban, Trutnovi járásban. Dolní Olešnice Borovnička, Chotěvice, Hostinné, Horní Olešnice és Mostek településekkel határos. Lakosainak száma 374 fő (2024. január 1.).

## Népesség
A település lakosságának változását az alábbi diagram mutatja:
| Lakosok száma | 1113 | 1095 | 1130 | 638  | 359  | 351  | 379  | 373  | 378  | 374  |
|               | 1869 | 1890 | 1921 | 1950 | 1980 | 2001 | 2017 | 2019 | 2022 | 2024 |